# NGC 6268
NGC 6268 је расејано звездано јато у сазвежђу Шкорпија које се налази на NGC листи објеката дубоког неба.
Деклинација објекта је - 39° 43' 16" а ректасцензија 17h 2m 4,1s. Привидна величина (магнитуда) објекта NGC 6268 износи 9,5. NGC 6268 је још познат и под ознакама OCL 1002, ESO 332-SC17.